# Seleção Catarense de Basquetebol
A Seleção Catarense de Basquetebol é a equipe que representa o Catar em competições internacionais. É gerida pela Federação Catarense de Basquetebol filiada à FIBA desde 1973.

## Ligações Externas
- Sítio da Federação Catarense de Basquetebol (Árabe)